# Revaz Dogonadze
Revaz Dogonadze (21 de noviembre de 1931, Tiflis – 13 de mayo de 1985, Moscú) fue un destacado científico georgiano, miembro correspondiente de la Academia Nacional de Ciencias de Georgia (GNAS) (1982). Doctor en Ciencias Físico-Matemáticas (Full Doctor) (1966), Profesor (Professor)(1972) y uno de los fundadores de la electroquímica cuántica.

## Vida y obras
Nació en 1931, en Tiflis, Georgia. Su padre, el Dr.sc. Roman I. Dogonadze (1905–1970) fue profesor de Ciencias Agrarias. 
En 1955 Revaz Dogonadze se graduó del Instituto de Ingeniería Física de Moscú. Fue Scientific Fellow (1958–1962) y Senior Scientific Fellow – Jefe del Grupo de Electroquímica Cuántica– (1962–1978) del Departamento de Investigaciones Teóricas del Instituto de Electroquímica de Moscú (Ahora el Instituto Frumkin de Electroquímica de la Academia de Ciencias de Rusia). Fue Associate Professor (1963–1969) y Full Professor (1969–1973) de la Universidad Estatal de Moscú. En 1961 recibió un grado PhD y en 1966 un grado de Doctor en Ciencias (Full Doctor).
Dogonadze fue el primero en ver un proceso químico de transferencia de electrones como una transición mecánico-cuántica entre dos estados electrónicos separados, inducida por débiles interacciones electrostáticas entre las entidades moleculares representadas por los estados. 
Su grupo atrajo a estudiantes de la Universidad Estatal de Moscú, del Instituto de Ingeniería Física de Moscú, y también a científicos extranjeros. Él fue asesor de tesis de 13 PhD y 5 Dr.Sc. El trabajo de este grupo a lo largo de la década de 1970, trató de la relación entre la transferencia de electrones y otros procesos electrónicos de fase condensada como la absorción de luz, enfatizando en procesos que involucran tres niveles electrónicos en lugar de dos, con procesos a baja temperatura y con particulares rasgos característicos de procesos biológicos.
Él y sus alumnos sugirieron el primer modelo de mecánica cuántica de la transferencia de protones en disolventes polares teniendo en cuenta el papel dinámico del disolvente polar, y crearon una conocida teoría cinética de mecánica cuántica para procesos químicos, electroquímicos y bioquímicos en líquidos polares, así como también una teoría cinética de mecánica cuántica para la transformación atómico-molecular en medios condensados.
Dogonadze fundó y fue el primer jefe (1978-1985) del Departamento de Investigaciones Teóricas del Instituto de Química Inorgánica y Electroquímica de la Academia Nacional de Ciencias de Georgia (GNAS). En 1982-1985 fue también Jefe del Departamento de Física General y Teórica de la Universidad Técnica de Georgia y en 1982 fue elegido miembro correspondiente del GAS. En 1978-1985 fue presidente del Departamento de Electroquímica Física de la Sociedad Internacional de Electroquímica (ISE). Fue miembro del consejo editorial de la internacional "Revista de Química Electroanalítica y Electroquímica Interfacial" y del consejo editorial de la revista rusa "Elektrokhimia".
Dogonadze organizó una serie de conferencias internacionales en su tema, y fue autor de 190 trabajos de investigación científica (entre ellos 7 monografías). Bajo la dirección de Dogonadze se prepararon cerca de 20 tesis (13 PhD y 5 Dr.Sc.). Fue coeditor y coautor de una monografía colectiva de tres volúmenes, "The Chemical Physics of Solvation" (Elsevier, Ámsterdam, 1985-1986).
Dogonadze aparece en el "Electrochemical Dictionary" (Springer-Verlag, Berlin-Heidelberg, 2008).

## Algunas obras principales de Revaz Dogonadze
- Dogonadze, RR; Kuznetsov, A.M. (1969), [Contemporary State of the Theory of Electrode Processes] (en ruso e inglés), Moscú: VINITI, pp. 100 pp (una monografía)
- Dogonadze, RR; Urushadze, Z.D. (1971), "Semi-Classical Method of Calculation of Rates of Chemical Reactions Proceeding in Polar Liquids", Revista de Química Electroanalítica, 32 (2): 235–245, doi:10.1016/S0022-0728(71)80189-4
- Volkenshtein, M.V.; Dogonadze, R.R.; Madumarov, A.K.; Urushadze, Z.D.; Kharkats, Yu.I. (1972), "Theory of Enzyme Catalysis", Molekuliarnaya Biologia (en ruso e inglés), Moscú, 6: 431–439
- Volkenshtein, M.V.; Dogonadze, R.R.; Madumarov, A.K.; Urushadze, Z.D.; Kharkats, Yu.I. (1973), "Electronic and Confirmational Interactions in Enzymic Catalysis", Konfirmatsionnye Izmenenia Biopolimerov v Rastvorakh (en ruso e inglés), Moscú: Nauka: 153–157
- Dogonadze, R.R. (1971), Hush, N.S., ed., "Theory of Molecular Electrode Kinetics", Reactions of Molecules at Electrodes, London: Interscience, pp. 135–227 (una monografía)
- Dogonadze, R.R.; Kuznetsov, A.M. (1978), Kinetics and Catalysis. Kinetics of Heterogeneous Chemical Reactions in Solutions (en ruso), Moscú: VINITI, pp. 223 pp. (una monografía).
- Dogonadze, R.R.; Marsagishvili, T.A. (1980), "Electrodynamics on Electrochemical Systems: Application to IR and Optical Transitions in Systems Containing Impurities", Journal of Surface Science, 101: 439–461, Bibcode:1980SurSc.101..439D, doi:10.1016/0039-6028(80)90640-8
- Dogonadze, R.R.; Marsagishvili, T.A. (1985), Dogonadze, R.R.; Kalman, E.; Kornyshev, A.A.; et al., eds., "Methods of Quantum Field Theory in Electrodynamics of Solvation", The Chemical Physics of Solvation, Part A, Ch. 2, Amsterdam: Elsevier, pp. 39–76